# Людвижанка, Барбара
Барбара Людвижанка (пол. Barbara Ludwiżanka; 1908—1990) — польская актриса театра, кино и телевидения.

## Биография
Барбара Людвижанка родилась 24 января 1908 года в Станиславове (Ивано-Франковске). Актёрское образование получила в драматической школе у Познаньской консерватории, которую окончила в 1924 году. Дебютировала в театре в 1922, в кино в 1928 г. Актриса театров в Познани, Кракове, Лодзи и Варшаве. Выступала в спектаклях «театра телевидения» в 1958—1986 гг. Умерла 26 октября 1990 года в Варшаве, похороненная на варшавском кладбище Старые Повонзки.
Её муж — актёр Владислав Ханьча.

## Избранная фильмография
- 1928 — Миллионный наследник / Milionowy spadkobierca
- 1930 — Звёздная эскадра / Gwiaździsta eskadra
- 1963 — Час пунцовой розы / Godzina pąsowej róży
- 1963 — Костюм почти новый / Ubranie prawie nowe
- 1966 — Квартирант / Sublokator
- 1967 — Матримониальный справочник / Poradnik matrymonialny
- 1967 — Сумасшедшая ночь / Zwariowana noc
- 1968 — Крестины / Keresztelö (Венгрия)
- 1970 — Дятел / Dzięcioł
- 1971 — Беспокойный постоялец / Kłopotliwy gość
- 1972 — 150 км в час / 150 na godzinę
- 1975 — Ночи и дни / Noce i dnie
- 1979 — Вишни / Wiśnie / Die Weichselkirschen (Польша / ФРГ)
- 1984 — Секс-миссия / Seksmisja

## Награды
- 1955 — Золотой Крест Заслуги.
- 1965 — Офицерский крест Ордена Возрождения Польши.
- 1977 — Командорский крест Ордена Возрождения Польши.
- 1985 — Награда Министра культуры и искусства ПНР 1-й степени.